# Relámpago (película)
Relámpago (en inglés Speedy) es una película de comedia muda estadounidense de 1928 protagonizada por el comediante Harold Lloyd. Fue la última película muda de Lloyd que se estrenó teatralmente. 
La película fue escrita por Albert DeMond (títulos), John Gray (historia), JA Howe (historia), Lex Neal (historia) y Howard Emmett Rogers (historia) con la ayuda sin acreditar de Al Boasberg y Paul Gerard Smith. La película fue dirigida por Ted Wilde, la última película muda dirigida por él, y fue filmada tanto en Hollywood como en la ciudad de Nueva York.

## Trama
Todos en la ciudad de Nueva York "tienen tanta prisa que se bañan los sábados los viernes para poder lavar los lunes los domingos". Pero en un "rincón anticuado y anticuado de la ciudad", Pop Dillon (Burt Woodruff) posee y opera el último tranvía tirado por caballos de la ciudad. Su nieta Jane Dillon (Ann Christy) está enamorada de Harold "Speedy" Swift (Harold Lloyd). 
Speedy, un ávido fanático de los Yankees de Nueva York, está trabajando en una tienda de refrescos. Además de hacer su trabajo, recibe llamadas telefónicas frecuentes durante los juegos de los Yankees y pasa los puntajes de la línea al personal de la cocina organizando los alimentos en una vitrina (como donas por ceros). Pero pierde el trabajo después de que se le ordena entregar algunas flores y deja que alguien les cierre la puerta de un automóvil cuando se distrae con una exhibición de puntajes de béisbol en el escaparate de una tienda. 
El magnate de los tranvías WS Wilton (Byron Douglas) llega a la casa de Pop para pedir su precio para vender la línea de automóviles, pero Speedy ve un artículo de periódico y se da cuenta de que esto es parte de un plan para formar un monopolio de tranvías en la ciudad. Subrepticiamente aumenta el precio escrito de Pop de $ 10,000 a $ 70,000. Wilton se niega enojado y amenaza con obligar a Pop a salir. 
Speedy no se preocupa por estar desempleado; está muy acostumbrado a perder trabajos y a encontrar otros nuevos. Él y Jane van a Coney Island, donde se divierten mucho a pesar de varios contratiempos, como Speedy arruinando su chaqueta al recostarse contra la pintura húmeda. En el camino a casa junto con un perro callejero que decidió seguirlos, Speedy le propone matrimonio a Jane, pero ella no se casará con él hasta que se resuelvan los asuntos de su abuelo. 
Speedy es contratado como taxista, pero durante algún tiempo una serie de percances le impide tomar un pasajero y se opone a un policía. Luego, para su deleite, Babe Ruth (jugando a sí mismo) llama al taxi para llegar al Yankee Stadium. Aunque aterrorizado por la conducción de Speedy, le ofrece a Speedy un boleto para el juego; pero el dueño del taxi está allí, ve a Speedy en los asientos cuando debería estar trabajando y lo despide. 
En el estadio, Speedy escucha a Wilton por teléfono. Wilton se enteró de que si Pop no opera el coche de caballos cada 24 horas, perderá su derecho a la línea y ordena que se envíen matones para interrumpir la operación. Speedy se apresura a llegar a casa y hace arreglos con propietarios de pequeñas empresas en la calle para organizar una defensa. Los matones son derrotados con la ayuda del perro de Speedy, pero regresan y roban el caballo y el auto. 
Nuevamente ayudado por su perro, Speedy descubre dónde se ha llevado el automóvil y logra robarlo. En una loca escena de persecución, lo lleva de vuelta a través de la ciudad a las huellas de Pop, robando caballos nuevos, engañando a la policía para evitar que lo detengan y reemplazando una rueda rota con una tapa de registro. 
Cuando Wilton ve el coche de caballos en su lugar, acepta pagar el precio de Pop. Speedy dice que Pop está un poco sordo y no lo escuchará hasta que ofrezca $ 100,000. Wilton está de acuerdo, y Speedy le sugiere a Jane que planeen una visita a las Cataratas del Niágara en coche de caballos. 

## La peineta
Durante la secuencia de Coney Island, en un momento Speedy hace gesto con el dedo (conocido en España como hacer una peineta) mientras se mira en un espejo distorsionado. Esta puede ser la primera representación cinematográfica de ese gesto. 

## Breve aparición de Lou Gehrig
Al final de la escena en la que Speedy lleva a Babe Ruth en su taxi, los espectadores con ojos agudos pueden buscar un cameo fácilmente perdido por Lou Gehrig, el famoso compañero de equipo de Ruth en los Yankees de Nueva York. Gehrig camina al otro lado de la cabina de Speedy, mira directamente a la cámara a través de la ventana del taxi y saca la lengua. Gehrig está en la pantalla durante unos tres segundos. El compañero de equipo de Ruth y Gehrig, Bob Meusel, también se ve en la película de bateo después de que Ruth pega un jonrón en el juego al que Harold asiste. Meusel's al bate no se filmó para la película, sino que se tomó del metraje de un noticiero.  

## Premios y nominaciones

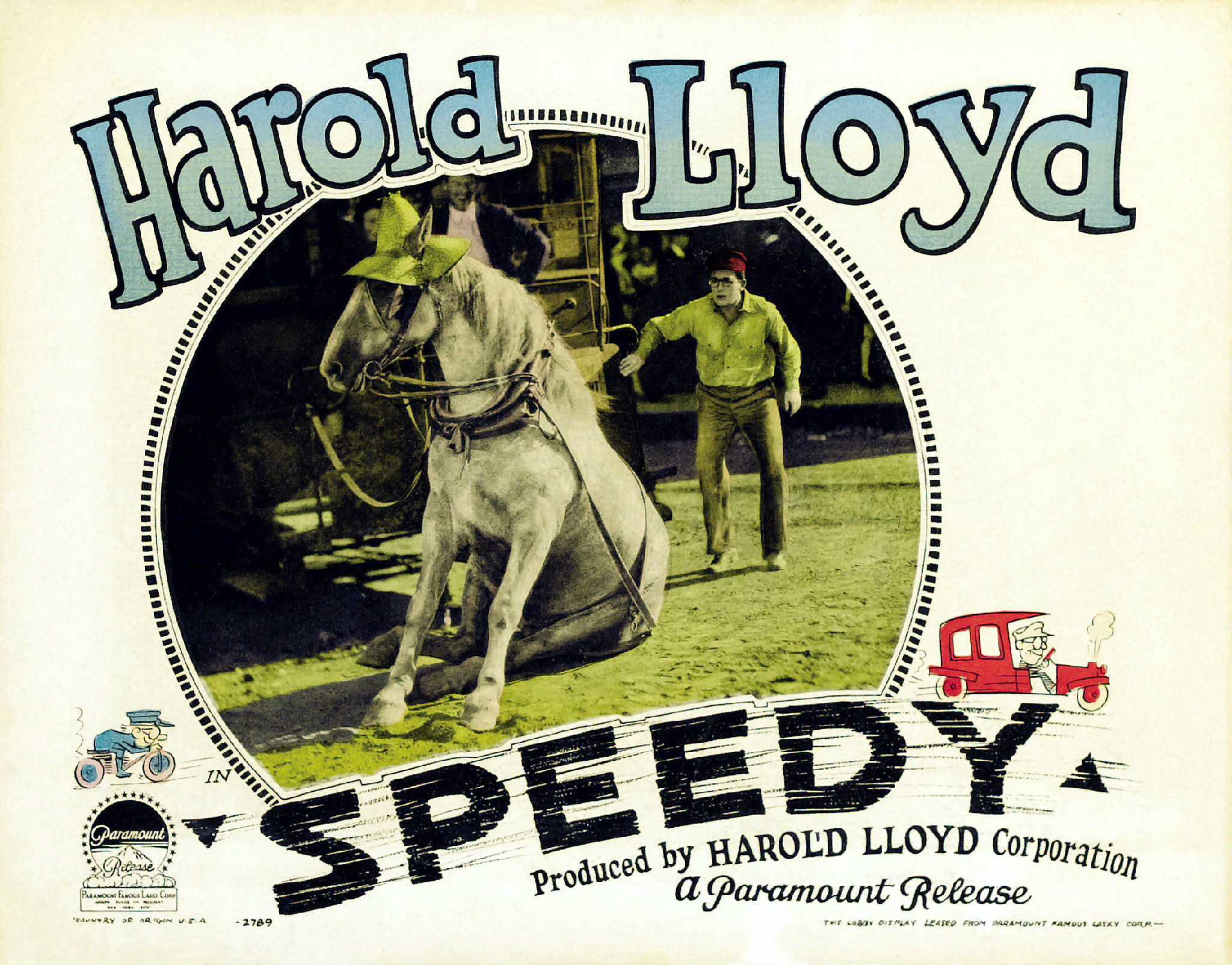
Tarjeta de lobby

Premios Óscar
| Año  | Categoría                                 | Nominado  | Resultado |
| ---- | ----------------------------------------- | --------- | --------- |
| 1928 | Academia al Mejor Director de una Comedia | Ted Wilde | Nominado  |

## Producción
El rodaje de la ubicación de las escenas de Coney Island costó unos $ 150,000.

## Reparto
- Harold Lloyd como Harold 'Speedy' Swift
- Ann Christy como Jane Dillon
- Bert Woodruff como Pop Dillon - Su abuelo
- Byron Douglas como WS Wilton
- Brooks Benedict como Steve Carter
- Babe Ruth como él mismo